# Décarboxylation de Krapcho
 (janvier 2024).
La décarboxylation de Krapcho est la réaction chimique d'esters avec des anions halogénures. L'ester doit contenir un groupement électroattracteur en position bêta, par exemple une cétone, un autre ester (cas des esters maloniques), un nitrile ou une sulfone. La réaction fonctionne mieux avec les esters méthyliques, car les groupes méthyle sont plus sensibles à la réaction SN2 que les substituants alkyle plus gros, tels que les groupes éthyle ou propyle. Les sous-produits de cette réaction sont le chlorométhane et le CO2. Ils sont perdus sous forme de gaz, ce qui favorise la réaction. Elle nécessite tout de même des conditions assez drastiques en général (typiquement, dans le DMSO à température élevée).
La décarboxylation de Krapcho est un moyen utile pour manipuler les esters maloniques car elle ne clive qu'un seul des deux groupes ester. L'option alternative, consistant à saponifier ou hydrolyser les deux esters puis à décarboxyler l'acide malonique obtenu, nécessite une étape ultérieure pour régénérer l'ester,,,.

Réaction de Krapcho.